# ديفيد أ. مارتن
ديفيد أ. مارتن (بالإنجليزية: David A. Martin)‏ هو كاتب أغاني وموسيقي أمريكي، ولد في 1937، وتوفي في 2 أغسطس 1987 بسبب نوبة قلبية.